# Uglješa Bogunović
 (janvier 2019).
Si vous disposez d'ouvrages ou d'articles de référence ou si vous connaissez des sites web de qualité traitant du thème abordé ici, merci de compléter l'article en donnant les références utiles à sa vérifiabilité et en les liant à la section « Notes et références ».
Pour les articles homonymes, voir Bogunović.
Uglješa Bogunović (en serbe cyrillique : Угљеша Богуновић), né le 22 octobre 1922 à Teslić et mort le 27 avril 1994 à Belgrade, est un architecte serbe. L'une de ses réalisations les plus célèbres, en collaboration avec Slobodan Janjić, est la Tour de télévision du mont Avala.